# 短藍帶矛吻海龍
短藍矛吻海龍（学名：Doryrhamphus excisus abbreviatus），为輻鰭魚綱棘背魚目海龍科的其中一種，分布於西印度洋區的紅海海域，棲息深度可達2公尺，體長可達4.3公分，棲息在珊瑚礁及潮池，卵胎生。

## 外部連結
短藍矛吻海龍的圖片